# Android 10
Android 10（開發代號：Android Q，內部代號：Quince Tart (Q)），是由Google開發的Android的第10個主要版本，繼承2018年發行的Android Pie。Android 10的首個開發者預覽版本（即測試版）在2019年3月14日發行並提供下載。正式版於2019年9月3日發行。此版本Android，首次不用甜品來命名。

## 特性
Android 10的新特性包括：
- 對折疊式智慧手機的原生支援。[6][7]
- 允許用戶控制應用程序何時有權查所在位置。
- 新增控制應用程式在後台時的照片、影片和音樂文件的存取權限。
- 內建螢幕錄影功能。
- 增加對後台應用程式自動喚醒到前臺的限制。
- 隱私改進：限制對IMEI碼的讀取。
- 更快捷的分享方式，允許直接與聯繫人共享內容。
- 新增浮動設置面板（Floating settings panel），允許直接從應用程序中更改系統設定。
- 照片的動態景深格式，允許在拍照後更改景深模糊程度。
- 支持AV1視訊編解碼器、HDR10+影片格式和Opus音訊編解碼器。
- 加入原生MIDI API，允許其與音樂控制器互換。
- 為應用程式中的生物辨識技術提供更好的支援。[8]
- 新增53個中立性別的Emoji。
- 「Bubbles」氣泡通知界面。Bubbles通過在其他應用程序中快速訪問App內的功能來幫助多任務處理，並且用於發送消息，正在進行的任務以及到達時間或電話等更新，並且可以提供對筆記、翻譯或任務的快速訪問。
- 新的手勢操作設計。新的方案增加了向任一方向拉動導航按鈕、在應用程序之間切換的功能。
- 類似iOS 12前的3D Touch的深度按壓功能。
- 以純文字形式顯示Wi-Fi密碼。
- 螢幕智慧睡眠功能，使用手機時不會關閉螢幕。
- 黑暗模式。
- 加入全新導航手勢（向上滑動），類似於「iPhone X」的底部長條導航。
- Product Sans字體被運用的更廣（僅限Pixel裝置）。

## 歷史

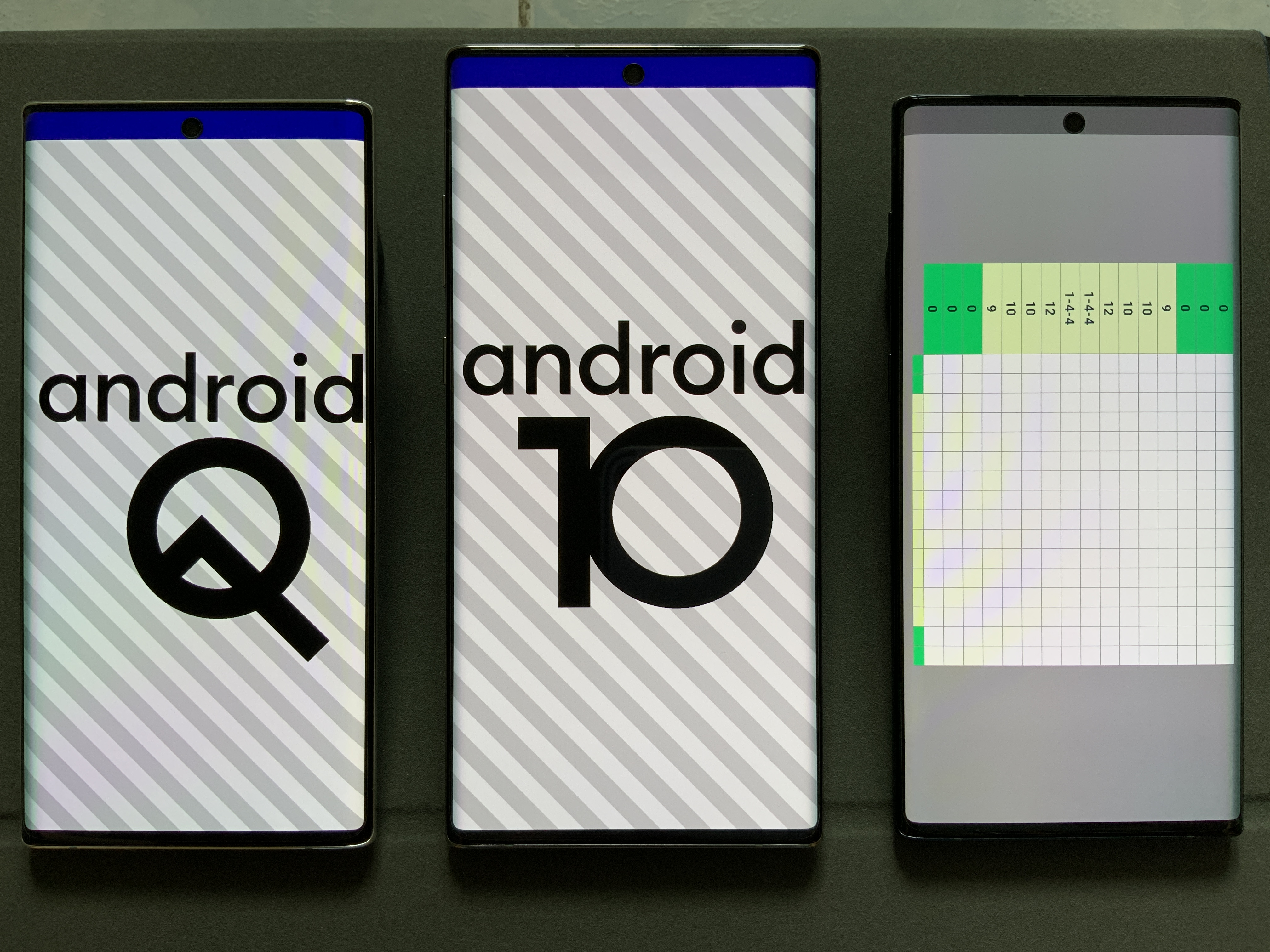
Android 10手機上的彩蛋

在2019年3月13日，Google在Pixel手機上獨家發布了第一個Android Q測試版。Google計畫在最終版本發布前共發布六個測試版，並計畫於2019年第三季發布正式版本。在第一個Beta版本中，Google引入一項名為“Scoped Storage”的功能限制應用在本地存儲目錄中新建文件夾和讀取用戶其他文件。
2019年4月4日，Android Q的第二個Beta版本發布，新增了“Bubbles”氣泡通知界面和全新的手勢操作。
2019年5月8日，Android Q Beta 3正式發布。該版本新增對13個品牌共21款手機的Beta支持，包括華碩Zenfone 5z、Essential手機、華為Mate 20 Pro、LG G8 ThinQ、Nokia 8.1、OnePlus 6T、OPPO Reno、Realme 3 Pro、Sony Xperia XZ3、Tecno Spark 3 Pro、vivo X27、vivo NEX S、vivo NEX A、小米9、小米MIX 3 5G。同時在這個版本中，Google預設禁用了在前兩個版本中強制開啟的Scoped Storage功能。但由於美國將華為列入“實體清單”，導致Google宣佈撤銷華為Android許可證，Android官網將華為Mate 20 Pro的信息從Android Q Beta官方介紹頁面上撤下。5月31日，據Android官網上的Android Q Beta版頁面顯示，華為Mate 20 Pro重新列入到可升級至Android Q Beta版的名單中。
2019年6月5日，Android Q Beta 4發布，此版本新增了原生的人臉解鎖、手勢導航新增旋轉鎖定懸浮按鈕、底部條帶加長、通知管理引入優先級提示圖標、狀態欄通知消息可從任意方向清除等功能。
2019年8月22日，Google宣布Android Q正式被命名為Android 10，結束了Android歷來以甜點為名的慣例，Google表示以前的作法不具「國際包容性」，因這些點心並非為所有人所知，亦或是在某些語言難以發音。
2019年9月25日，針對低階手機的Android 10 Go推出。

## 支援機型

### 測試版
- Google Pixel
  - Pixel
  - Pixel XL
  - Pixel 2
  - Pixel 2 XL
  - Pixel 3
  - Pixel 3 XL
  - Pixel 3a
  - Pixel 3a XL

- 華碩
  - 華碩ZenFone Max Pro M1
  - 華碩ZenFone Max Pro M2
  - 華碩ZenFone Max M2
  - 華碩ZenFone 5

- Essential
  - Essential Phone

- 華為
  - 华为Mate 20 Pro

- LG電子
  - LG G8 ThinQ

- Nokia
  - Nokia 3.1 Plus
  - Nokia 8.1
  - Nokia 6.1

- 一加
  - OnePlus 5T
  - OnePlus 6T
  - OnePlus 6
  - OnePlus 7
  - OnePlus 7 Pro

- OPPO
  - OPPO Reno
  - OPPO Reno Z
  - OPPO Reno 2
  - OPPO Reno Ace
  - OPPO R17 Pro
  - OPPO R17
- realme
  - Realme 3 Pro
  - Realme X2 Pro
  - Realme X2
  - Realme Q

- Vivo
  - vivo NEX S
  - vivo NEX A
  - vivo X27

- 索尼
  - Sony Xperia XZ3

- Tecno
  - Tecno Spark 3 Pro

- 小米
  - 小米9
  - 小米8
  - 小米MIX 3 5G

- Redmi
  - Redmi K20
  - Redmi K20 Pro
  - Redmi Note 7

### 原生搭載
- Google Pixel
  - Pixel 4
  - Pixel 4 XL
  - Pixel 4a

- Nokia
  - Nokia 5.3
  - Nokia 8.3 5G

- OnePlus
  - OnePlus 7T
  - OnePlus 7T Pro

- Samsung Galaxy
  - Galaxy S20
  - Galaxy Z Flip
  - Galaxy Note10 Lite
  - Galaxy A51
  - Galaxy A71

- 小米
  - 小米10
  - 小米10 Pro
  - 小米10 至尊紀念版

- HTC
  - U20 5G
  - Desire 20 Pro

- OPPO
  - Find X2
  - Find X2 Pro
  - Reno 3
  - Reno 3 pro
  - Reno 4
  - Reno 4 pro
- Realme
  - Realme X50 Pro 5G
  - Realme X50 Pro 玩家版
- SONY
  - Sony Xperia 1 ii

### 可透過軟件更新
- Google Pixel
  - Pixel
  - Pixel XL
  - Pixel 2
  - Pixel 2 XL
  - Pixel 3
  - Pixel 3 XL
  - Pixel 3a
  - Pixel 3a XL

- 華碩
  - 华硕Zenfone 5z[15]
  - 華碩ZenFone 6 (2019)[16]
  - ROG Phone II[17]
  - Zenfone Max M1

- Nokia[18]
  - 2019年第4季
    - Nokia 9 PureView
    - Nokia 8.1
    - Nokia 7.1

  - 2020年第一季
    - Nokia 7 Plus
    - Nokia 6.1 Plus
    - Nokia 6.1
    - Nokia 4.2
    - Nokia 3.2
    - Nokia 3.1 Plus
    - Nokia 2.2
    - Nokia 8 Sirocco
    - Nokia 5.1 Plus
    - Nokia 1 Plus

  - 2020年第二季
    - Nokia 5.1
    - Nokia 3.1
    - Nokia 2.1
    - Nokia 1
- Huawei
  - 華為P30系列[19]
- SONY [20]
  - Xperia XZ3
  - Xperia XZ2
  - Xperia XZ2 Compact
  - Xperia XZ2 Premium
  - Xperia 10
  - Xperia 10 Plus
  - Xperia 1
  - Xperia 5
- Samsung
  - 三星Galaxy M30
  - 三星Galaxy A20
  - 三星Galaxy A30s
  - 三星Galaxy A40s
  - 三星Galaxy A60
  - 三星Galaxy A50
  - 三星Galaxy A70
  - 三星Galaxy A80
  - 三星 Galaxy A9 (2018)
  - 三星 Galaxy A7 (2018)
  - 三星Galaxy Note10
  - 三星Galaxy S10
  - 三星Galaxy Note9
  - 三星Galaxy S9
- Realme
  - Realme XT

## 註解
1. ↑  之前的Android版本，如Android 9，其代號為Android Pie。而「Pie」是西式餡餅的意思。